# Nestorellus meyricki
Nestorellus meyricki är en fjärilsart som beskrevs av Aleksey Maksimovich Gerasimov 1930. Nestorellus meyricki ingår i släktet Nestorellus och familjen Symmocidae. Inga underarter finns listade i Catalogue of Life.